# Alexícacos
Alexícacos (grec antic: Ἀλεξίκακος, llatí: Alexicacus) és un epítet que rebien alguns déus grecs com Zeus, Apol·lo o Hèrcules, i que significa 'el que avisa del mal'. A Atenes, Apol·lo era adorat com Apol·lo Alexícacos perquè era considerat el que havia aturat una plaga que va assolar Atenes durant la Guerra del Peloponnès.